# Mühlensteig

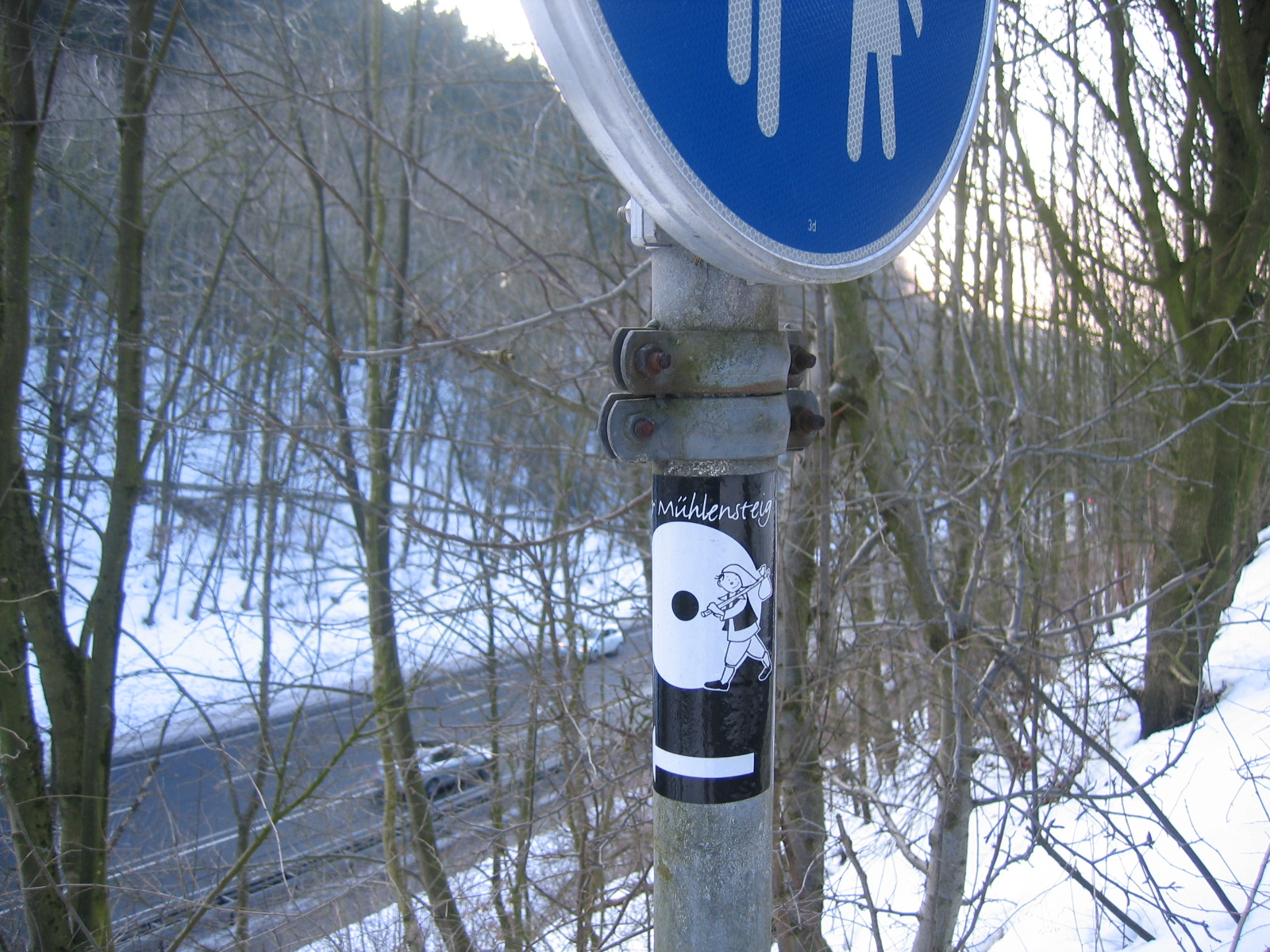
Logo an der Wittekindsbrücke bei Horst Höhe

Der Mühlensteig ist ein 76 Kilometer (62 km ohne Abstecher nach Dützen und Eilhausen) langer Wanderweg. Der Weg führt entlang Wiehen- und Wesergebirge durch den Süden des „Mühlenkreises“ Minden-Lübbecke. Über den Weg werden rund 10 der über 40 noch vorhandenen Mühlen im Kreisgebiet erschlossen. Der Mühlensteig ist damit das Wanderwegpendant zur Westfälischen Mühlenstraße und zum Radweg Mühlenroute.

## Verlauf
Der Mühlensteig beginnt an der Gutswassermühle des Gut Hudenbeck im Kurpark von Bad Holzhausen. Zunächst durch das Tal der Aue wird der Weg auf identischer Route wie die Nordvariante des Wittekindswegs bis auf den Kamm des Wiehengebirges geführt. Im weiteren Verlauf folgt der Mühlensteig im Wiehengebirge häufig grob der Route des Wittekindsweges auf identischen order parallelen Routen. Der Wittekindsweg ist gleichzeitig ein Teilabschnitt des E11. Zwischen der Rossmühle in Oberbauerschaft und Ahlsen-Reineberg wird der Mühlensteig am südlichen Waldrand des Wiehengebirges geführt und bietet daher weite Ausblicke in die Ravensberger Mulde. Hier verläuft der Weg ähnlich wie der Ilex-Wanderweg. Am Nettelstedter Berg führt der Mühlensteig erneut über den Kammweg hinweg an den Rand der Norddeutschen Tiefebene bis zur Eilhausener Königsmühle. Der Abstecher zur Königsmühle (7 km hin und zurück) ist optional. Nach diesem potentiellen Abstecher nach Norden führt der Mühlensteig zunächst über den waldreichen Kamm nach Osten, um beim Bröderhauser Berg das Wiehengebirge vorübergehend zu verlassen, um zur Holländerwindmühle Struckhof und zur Wassermühle Bergkirchen zu führen. Der Weg führt dann wieder hinauf zum Kamm und passiert die Bergkirchener Kirche mit der sagenumwobenen Wittekindsquelle. Der Mühlensteig verläuft nun überwiegend über den Kammweg. Beim Dützer Berg besteht die Möglichkeit zu einem Abstecher (7 km hin und zurück) nach Norden zur Hummelbecker Windmühle in Dützen. Weiter über den Kammweg führt der Mühlensteig über die Wittekindsburg (mit Margarethenklus, Kreuzkirche, Moltketurm und einer weiteren Wittekindsquelle) zum Kaiser-Wilhelm-Denkmal hoch über der Weser an der Porta Westfalica. Östlich der Weser führt der Mühlensteig zunächst entlang der Weser nach Süden, dann südlich um Hausberge herum, passiert die Windmühle Holzhausen in Holzhausen, und steigt dann zum Wesergebirge wieder an. Hier folgt der Mühlensteig häufig dem Weserberglandweg entlang des Kammwegs des Wesergebirges, der hier wie der Wittekindsweg ebenfalls Teil des Europäischen Fernwanderweges E11 ist. Östlich des Nammer Lagers, der Nammer Klippen mit Steinbruch der Barbara Erzbergbau und der Wülpker Egge führt der Mühlensteig abwärts ins nördlich des Wesergebirges gelegene Kleinenbremen mit seinem Besucherbergwerk und „Hartings“ Wassermühle. Um den Steinbruch am Papenbrink herum und teils entlang der A2 führt der Weg erneut über das Wesergebirge und erreicht den Endpunkt der Wanderung: den Erdholländer bei Eisbergen.

### Kennzeichnung
Der Mühlensteig ist mit der Wegzeichen-Markierung in Form eines stilisierten Mühlsteins ( o ) gekennzeichnet. An einigen Stellen finden sich aufwendigere Markierungen. Hier tritt zum Mühlstein ein wandernder Müller hinzu. Im Auetal besteht Verwechslungsgefahr mit dem Limberg-Nonnenstein-Weg, der mit einem weißen Ring fast identisch ausgeschildert ist.
Betreut wird der Mühlensteig durch die Mitglieder des Teutoburger-Wald-Vereins.

### Übergänge
- Mehrfach begegnen sich Mühlensteig und der Wittekindsweg () (Teilabschnitt des E11 ) bzw. dessen Nordvariante ( ┴ ).
- Bei Oberbauerschaft kreuzt der Herzogweg ( Hz ).
- Mehrfach kreuzt der Arminiusweg ().
- An der Weser bestehen unter anderem Übergänge zum Sigwardsweg ( + ), zum Weserweg ( W ), zum Weserberglandweg ( XW ), zum Cheruskerweg ( X3 ), zum Burgensteig ( X2 ), zum Runenweg ( X7 ), zum Bückeberg-Weg ( X11 ) und zum Jakobsweg Minden – Soest ()